# 殿前康雄
殿前 康雄（とのまえ やすお、1942年 - ）は、日本の教育者。翔凜中学校・高等学校理事長代行。東京都立高校や各地の私立高校多数において、教頭、校長などの要職を歴任した。

## 経歴
東京都出身。1960年、東京都立大泉高等学校卒業。1966年、東京理科大学理学部物理学科卒業。
1966年、物理科教諭として都立高校教員となり、東京都立代々木高等学校、東京都立大山高等学校、東京都立久留米西高等学校、東京都立小金井北高等学校、1990年に東京都立久留米高等学校教頭、1994年に東京都立清瀬高等学校教頭、1995年に東京都教育庁人事部管理主事を経て、1996年に東京都立羽村高等学校校長、1999年から2003年まで東京都立八王子東高等学校校長を務めた。殿前校長の下、八王子東高は、東京都立日比谷高等学校、東京都立西高等学校、東京都立戸山高等学校とともに「進学指導重点校」に指定され、予備校での研修に教員を積極的に送り出す取り組みや、2002年の学校週5日制導入を受けての土曜授業の導入など、数々の改革に取り組み、広く注目を集めた。殿前の校長在任中、八王子東高は、一時は都立高校最多の15名の東京大学合格者を出すなど、顕著な実績も挙げ、殿前は「都立高復権」で注目される人物の一人となった。殿前は、2003年に定年退職を迎えて同校長を退任し、後に在任中の経験を綴った『都立高校は死なず―八王子東高校躍進の秘密』（祥伝社新書、2005年）を出版した。
2003年4月、殿前は東京都三鷹市の私立大成高等学校校長に就任した。同校校長職には2008年2月1日までとどまったが、その在任中は教員の解雇をきっかけに労働争議となり、殿前はその渦中にいた（詳細は大成高等学校 (東京都)#労働争議を参照）。
その後、創造学園大学、創造学園高等学校勤務を経て、2010年に翔凜中学校・高等学校理事長代行となった。

## 著書
- 都立高校は死なず―八王子東高校躍進の秘密、祥伝社新書、2005年